# Orlando Navarro
Orlando Navarro (16 de enero de 1990, La Paz) es un político y activista boliviano. Fue dirigente universitario en la Universidad Mayor de San Andrés y candidato a diputado por el Movimiento Sin Miedo.

## Biografía
Nació el 16 de enero de 1990, en Santa Cruz, realizó estudios en la Universidad Mayor de San Andrés en la carrera de Derecho, con sus 24 años de edad ha sido uno de los militantes y candidatos más jóvenes. Si bien su candidatura fue por la suplencia, trabajó de cerca en la elaboración del primer programa de gobierno diseñado para jóvenes, "Oportunidad".
Participó de diferentes movimientos políticos y activismo social desde su adolescencia. Sin embargo fue hasta llegar a la universidad donde decidió conformar un frente estable que incida no sólo en la vida universitaria sino en la sociedad.
Posteriormente Navarro decidió unirse al MSM donde trabajó con agrupaciones juveniles en la redacción del primer Documento político que trata el tema en la historia de Bolivia.